# Marcel Hicter
Marcel Hicter (Haneffe, 12 janvier 1918 - Momalle, 17 avril 1979) est un homme politique belge, écrivain de langue wallonne, militant socialiste et wallon.
Docteur en philosophie et lettres (1939), il enseigne à l'athénée de Seraing de 1939 à 1944, puis il devient assistant à l'Université de Liège (1944-1954). Chargé de créer le Service national de la jeunesse (1946-1954), il travaille au cabinet de Léo Collard de 1954 à 1958, dirige l'Administration des arts, des lettres et de l'éducation populaire de 1958 à 1963. Enfin, il devient directeur général de la jeunesse et des loisirs de 1963 à 1979. Il enseigne aussi à l'Université libre de Bruxelles de 1965 à 1979 et siège, en raison de son expérience culturelle, à la RTB auprès de laquelle il devient le commissaire général du gouvernement.
Il participe à la fondation de l'Assemblée mondiale de la jeunesse en 1947 puis préside la Fédération internationale des CEMEA de 1970 à 1979. Il est convaincu de l'idéal de démocratie culturelle que fut le grand projet de cette époque dans les milieux progressistes. C'est ainsi qu'il est l'un des principaux rédacteurs du plan de Pierre Wigny, ministre belge de la culture qui dressa, en 1968, le plan quinquennal de politique culturelle.
Marcel Hicter patronne la réalisation d'un film, Pour un monde plus humain, réalisé par Jean-Marie Piquint et consacré à ce plan. Il en confie la présentation dans une séquence en postface à Henry Ingberg en qui il décèle le futur grand responsable que celui-ci allait devenir. Mais, avant cela, il avait pressenti l'esprit de mai 1968 en agissant, depuis son poste de directeur général de la jeunesse et des loisirs au ministère de l'Éducation nationale et de la culture, pour promouvoir, dès le début des années soixante, la participation et la démocratie à l'école.
Socialiste, il parvient à décider son parti d'organiser des Assises culturelles dès 1976. Proche de la FGTB, grand défenseur de la laïcité, il est également membre du Congrès national wallon et du Comité central d'action wallonne de 1963 à 1964. Il participe activement à la grève générale de l'hiver 1960-1961 et défend les Fourons.
Un centre culturel voué à la formation des animateurs culturels porte son nom à la Marlagne.
Il est également écrivain de langue wallonne.